# Thorsten Boer

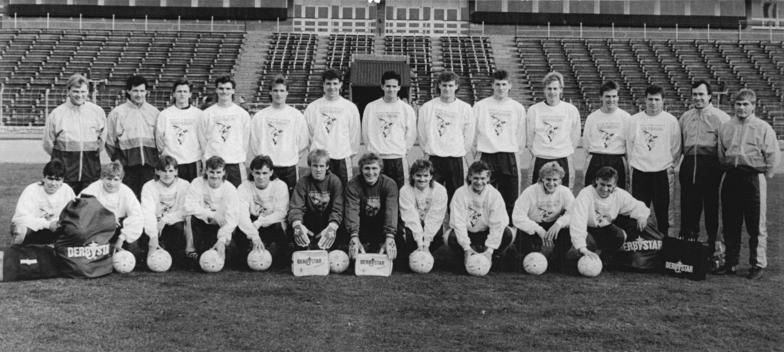
Thorsten Boer (vornere Reihe, Fünfter von links) mit BFC Dynamo (1990)

Thorsten Boer (* 12. August 1968) ist ein ehemaliger deutscher Fußballspieler.

## Sportlicher Werdegang
Thorsten Boer stammt aus dem Nachwuchsbereich von Dynamo Halle-Neustadt. Über Dynamo Eisleben und Dynamo Fürstenwalde kam er 1986 zum BFC Dynamo. Die erfolgreichen Oberligazeiten des zehnfachen DDR-Meisters waren zu diesem Zeitpunkt bereits Geschichte. Nachdem der BFC Dynamo die direkte Qualifikation für die 2. Fußball-Bundesliga verpasst hatte, wechselte Boer im Jahr 1991 zum Chemnitzer FC. Bei den Himmelblauen agierte der offensive Mittelfeldspieler über zwei Jahre recht erfolgreich, Folge war ein Wechsel zum damals finanziell lukrativeren Tennis Borussia Berlin.
Bereits eine Spielzeit später wechselte Boer zum Lokalrivalen 1. FC Union Berlin, für den er bis 1999 insgesamt fünf Jahre spielte. Die Zeit bei Union war geprägt von Chaos, welches fast im Bankrott endete. 1999 heuerte Boer noch einmal beim BFC Dynamo an, ein Wechsel den nicht viele Profis ohne Anfeindungen überstanden hätten. Boer ist einer der wenigen Spieler, der bei beiden Fangruppen akzeptiert und beliebt war.
2001 wechselte Boer zum Köpenicker SC, bei dem er 2003 seine Karriere ausklingen ließ. Im Anschluss agierte Boer beim KSC als Trainer, Höhepunkt war im Jahr 2007 das Erreichen des Finales im Berliner Landespokal. Nachdem er sich mit Köpenick im Halbfinale gegen den BFC durchsetzen konnte, unterlag er im Finale gegen Union Berlin mit 0:7.

## Vereine
- Dynamo Eisleben (Jugend)
- SG Dynamo Fürstenwalde (Jugend)
- BFC Dynamo (1986–1991)
- SG Dynamo Fürstenwalde (1989–1990)
- Chemnitzer FC (1991–1993)
- Tennis Borussia Berlin (1993–1994)
- 1. FC Union Berlin (1994–1999)
- BFC Dynamo (2000–2001)
- Köpenicker SC (2001–2003)
- TSV Eiche Köpenick AK40 seit 1. Juli 2007

## Statistik
- 2. Bundesliga: 85 Spiele (17 Tore)